# Torsten Dufwa
Torsten Wilhelm Dufwa, född den 12 augusti 1895 i Stockholm, död där den 15 mars 1982, var en svensk jurist. Han var son till Alfred Dufwa.
Dufwa avlade studentexamen 1914 och juris kandidatexamen vid Stockholms högskola 1920. Efter tingstjänstgöring i Nedansiljans domsaga inträdde han i Göta hovrätt, där han blev assessor 1928, fiskal 1930 och hovrättsråd 1933. Dufwa blev tillförordnad revisionssekreterare 1933 och ordinarie revisionssekreterare 1937 samt ånyo hovrättsråd 1940. År 1941 blev han häradshövding i Aspelands och Handbörds domsaga, vilket han förblev till sin pensionering 1962. Dufwa blev riddare av Nordstjärneorden 1936 och kommendör av andra klassen av samma orden 1951. Han vilar på Leksands kyrkogård.